# إلينا أريزميندي ميخيا
إيلينا أريزمندي ميخيا (18 يناير 1884 – 4 نوفمبر 1949). كانت نسوية مكسيكية أنشأت منظمة «الصليب الأبيض المحايد» للاعتناء بضحايا الثورة المكسيكية التي لم يساعدها الصليب الأحمر. بمشاركتها في الموجة الأولى من الحركة النسوية المكسيكية، أنشأت منظمتين دوليتين لحقوق المرأة: «مويريس دي لا رازا» (أي نساء العرق الإسباني)، والرابطة الدولية لنساء أمريكا اللاتينية وإيبيريا.
ولدت أريزمندي سنة 1884 لأسرة معروفة وذات صلات قوية في مكسيكو سيتي. بعد إكمال دراستها، تزوجت، لكن زواجها لم يدم طويلًا وانتهى بالطلاق. نظرًا لمحدودية الخيارات المتاحة للنساء حينها، قررت دراسة التمريض في كلية التمريض في مستشفى سانتا روزا في سان أنطونيو، تكساس. قبيل تخرجها في سنة 1911، عادت أريزمندي إلى المكسيك لتنشئ منظمة إغاثة طبية. نظرًا لرفض الصليب الأحمر المكسيكي تقديم الرعاية للثوار، باشرت أريزمندي التواصل مع معارفها لجمع الأموال وتأسيس الصليب الأبيض المحايد. كانت المنظمة غير سياسية، وأنشأت مستشفيات ميدانية لرعاية المقاتلين المصابين الذين شاركوا في الثورة المكسيكية. خلال الحرب، التمست المشورة القانونية من خوسيه فاسكونسيلوس، وتحولت علاقتهم إلى علاقة حب طويلة الأمد.
في سنة 1915، دفع المناخ السياسي في المكسيك أريزمندي وفاسكونسيلوس إلى الخروج من البلاد. عاش الاثنان لمدة وجيزة في الولايات المتحدة وبيرو. عندما خطط فاسكونسيلوس العودة للمكسيك لرؤية زوجته، فسخ فاسكونسيلوس علاقته بأريزمندي وانتقل إلى مدينة نيويورك سنة 1916. بدأت عملها كمعلمة موسيقى وصحفية، وتزوجت من مواطن ألماني أصبح لاحقًا مواطنًا أمريكيًا. فقدت أريزمندي جنسيتها المكسيكية بسبب تشريع القرن التاسع عشر الذي يشترط أن تتمتع المرأة المتزوجة بنفس جنسية زوجها. رغم أن زواجها كان قصيرًا، بقيت أريزمندي في الولايات المتحدة تعمل لصالح قضايا نسوية منذ عام 1921 وحتى منتصف ثلاثينيات القرن العشرين. فضلًا عن تأسيسها منظمتين نسويتين، أسست مجلة «النسوية العالمية» لنشر المعلومات النسوية عن النساء الإسبانيات ونساء أميركا اللاتينية على يدهن، ومكافحة الآراء النمطية السائدة حولهن من قبل الحركات النسائية الأنجلو أميركية. في عام 1927، كتبت سيرة ذاتية خيالية بعنوان «حياة غير مكتملة»، شرحت فيها وجهة نظرها بشأن الحركة النسوية والمعايير المزدوجة التي تواجهها المرأة في حياتها.
لدى عودتها إلى المكسيك سنة 1938، ساهمت في تغيير توجه الصليب الأبيض ليصبح منظمة تعنى برعاية الأطفال. عندما توفيت في سنة 1949، أشيد بذكرها لإحسانها. سمت منظمة الصليب الأبيض عيادتها التي لا تزال تعمل في رعاية الأطفال في ضاحية سوتشيميلكو في مكسيكو سيتي على اسمها، وأقنعت الحكومة بتسمية شارع في كولونيا ديل فال على اسمها تكريمًا لها سنة 1985.ظهر اهتمام الباحثين بأعمالها في القرن الحادي والعشرين، ليستعيد تراثها كنسوية وكاتبة.

## نشأتها وتعليمها
ولدت أريزمندي ميخيا في 18 يناير 1884 في مكسيكو سيتي لأبويها هيسوس أريزمندي وإيزابيل ميخيا. كانت عائلتها ميسورة الحال منخرطة برفقة أولئك المساهمين بحركة التجديد في المكسيك. كانت حفيدة إغناسيو ميخيا، الذي كان وزير الحرب في المكسيك وبرتبة عماد في الجيش في ظل نظام الرئيس بينيتو خواريز. كان جد جدها المقدم في الجيش كريستوبال ميخيا، الذي قاتل في حرب الاستقلال المكسيكية في جيش أغوستين دي إتوربيدي. أمضت أريزمندي بعض سنواتها الأولى برفقة جدها في واهاكا، ثم عادت إلى مكسيكو سيتي في سن الثامنة تقريبًا. درست في مكسيكو سيتي، على الأرجح في كوليجو لاباز، حيث كان يسمح للفتيات الدراسة مدة ست سنوات. عندما توفيت والدتها في عام 1898، أصبحت أريزمندي مسؤولة عن رعاية أشقائها والاهتمام بشؤون الأسرة. عندما تزوج أبوها ثانية سنة 1900، تزوجت أريزمندي على عجل بفرانسيسكو كاريتو في تلك السنة عينها في تشيلبانسينغو، غيريرو. سرعان ما انهار الزواج بسبب العنف المنزلي، ووفاة طفلهم الوحيد بسبب التهاب السحايا في عام 1903. تمكنت من الحصول على الطلاق، إذ امتلكت موردًا ماليًا يؤهلها مغادرة المنزل، ولم تطلب إعالته المالية المستمرة.

## مسيرتها المهنية

### التمريض
بعد انفصالها، عادت أريزمندي إلى مكسيكو سيتي لرعاية أشقائها والتفكير فيما إذا كانت ترغب في أن تصبح ممرضة أو مدرسة، إذ تلك كانت الخيارات المحدودة المتاحة للنساء في عصرها. لمضاعفة زادها المعرفي، كانت تقرأ بنهم، واهتمت بالمؤلفات اليونانية، وتأثرت بوجهات نظر النسوية السويدية إلين كي بشأن الحياة الجنسية للمرأة. باختيارها التمريض، قررت دراسة اختصاصها في مدرسة التمريض في مستشفى سانتا روزا (الآن مدرسة التمريض في جامعة إرنيكيت وورلد) في سان أنطونيو، تكساس. كانت لعائلتها صلات وثيقة بفرانسيسكو آي. ماديرو، الذي أصبح لاحقًا رئيسًا للمكسيك، والمدرسة التي التحقت بها أريزمندي كانت قرب معتكف ماديرو في تكساس. في سنة 1910، فيما كانت تدرس، بدأت الثورة المكسيكية. في 17 أبريل 1911، أي قبل أسابيع قليلة من تخرجها، عادت أريزمندي إلى مكسيكو سيتي لمساعدة المقاتلين المصابين، في حين رفض الصليب الأحمر المكسيكي تقديم المساعدة إلى المتمردين. اعتبرت مشاركتها واجبًا وطنيًا، أن تخدم بلدها في الحرب كما فعل جدها. رتبت أريزمندي لاجتماع شخصي مع رئيس الصليب الأحمر، الذي كرر رفضه دعم الثوار. عقدت أريزمندي العزم على مساعدة رجال بلدها، فأنشأت منظمة إغاثة، وحشد إلى جانب شقيقها كارلوس، طلاب وممرضين طبيين لتنظيم جمعية كروز بلانكا المحايدة (الصليب الأبيض المحايد).
بتشكيل جمعية بموجب المبادئ التوجيهية لاتفاقيات جنيف، أصبحت أريزمندي جامعة تبرعات، فاستعانت بمشاهير مثل ماريا كونيسا، وفرجينيا فابريجاس، وليوبولدو بيريستاين. بعد مناشدات عديدة، جمعوا أموالًا تكفي لبناء مستفشىً ميداني، وفي 11 مايو 1911، شدت الرحال إلى مدينة سيوداد خواريز. شكلت أريزمندي وكارلوس فرقتهم الأولى مع الطبيبين إيغناسيو باريوس وأنطونيو ماركيز، والممرضين ماريا أفون، وجوانا فلوريس غاردو، وأتيلانا غارسيا، وإيلينا دي لانج، وتوماسا فيلاريال. غادر الفريق الثاني بقيادة الدكتور فرانسيسكو، في اليوم التالي، وفي اليوم الرابع عشر، غادر فريق ثالث بقيادة الدكتور لورينزو وعشر ممرضات، بمن فيهن إينوشنتا دياز، كونسيبسيون إيبانيز، جوفيتا مونيز، كونسيبسيون سانشيز، ماريا سانشيز، باسيليا فيليز، ماريا فيليز، وأنطونيا زوريلا.
عندما وصلوا إلى خواريز وجدوا الخراب، واضطرت أريزمندي إلى جمع الأموال مرة ثانية. بحلول نهاية عام 1911، أنشأ الصليب الأبيض المحايد 25 فرقة في جميع أنحاء المكسيك. انتخبت أريزمندي أول امرأة شريكة في الجمعية المكسيكية للجغرافيا والإحصاء، ولكنها رفضت هذا الشرف. قبلت ميدالية ذهبية قدمت لها لتفانيها في مساعدة الجرحى من قبل رابطة العمال الكبرى. استحقت أريزمندي الثناء لعملها الخيري، ولكنها لم تستحب لعملها القيادي في زمن كان يتوقع فيه أن تكون فيه المرأة مطيعة ومذعنة. نشأت التوترات مع طلاب الطب بشأن دورها كمتحدثة باسم المنظمة في ضوء تدريبها الطبي المحدود وصلاتها مع نخبة المتبرعين. كانت هناك هجمات على قيادتها للصليب الأبيض، مثلًا، عندما التقطت لها صورة على سبيل المزاح مع أحزمة خرطوش (طلقات العيارات النارية) متقاطعة للجنود الثوريين الذكور والإناث، واتهمت بانتهاك حياد المنظمة الصحية. أيضًا، اتهمت بسوء إدارة أموال المنظمة. طلبت أريزمندي من ماديرو المساعدة في دورها في الصليب الأبيض، وأحيل إليها طلب استشارة قانونية من خوسيه فاسكونسيلوس. دافع عنها بنجاح بعد تهم بسوء التصرف بأموال المنظمة.